# Sorbets (Gers)
Sorbets (gaskognisch: gleicher Name) ist eine französische Gemeinde mit 201 Einwohnern (Stand 1. Januar 2022) im Département Gers in der Region Okzitanien (bis 2015 Midi-Pyrénées); sie gehört zum Arrondissement Condom und zum Gemeindeverband Bas Armagnac. Die Bewohner nennen sich Sorbésiens/Sorbésiennes.
Sorbets ist umgeben von den Nachbargemeinden Urgosse Im Norden, Sion im Nordosten, Bétous im Osten, Bouzon-Gellenave im Südosten, Fustérouau im Südosten und Süden, Termes-d’Armagnac im Süden, Sarragachies im Südwesten, Saint-Martin-d’Armagnac im Westen sowie Arblade-le-Haut im Nordwesten.

## Bevölkerungsentwicklung
| Jahr                                                                                            | 1793 | 1821 | 1831 | 1856 | 1962 | 1968 | 1975 | 1982 | 1990 | 1999 | 2006 | 2011 | 2017 |
| Einwohner                                                                                       | 152  | 188  | 190  | 440  | 237  | 224  | 238  | 191  | 203  | 194  | 223  | 201  | 226  |
| heutiges Gemeindegebiet Quellen: Cassini, LonhagetCassini, SorbetsCassini, Viel-Capet und INSEE |      |      |      |      |      |      |      |      |      |      |      |      |      |